# 맬컴 본
맬컴 본(영어: Malcolm Vaughan, 1929년 3월 22일 ~ 2010년 2월 9일)은 영국의 남성 가수, 테너 성악가, 작사가, 연극배우, 뮤지컬배우 등으로 활동한 음악가 겸 배우이다.

## 이름
본명은 맬컴 제임스 토머스(영어: Malcolm James Thomas).

## 주요 이력
1944년 연극배우 데뷔하였고 1952년 테너 성악가 데뷔하였으며 1955년 대중가수 데뷔하였고 1956년 뮤지컬배우 데뷔하였다.

## 유명세
보통적으로 그는 《The wedding》이라는 영어 노래 작품이 대중적 히트한 가수로 매우 잘 알려져 있다.

## 트리비아
앞서 거론한 것처럼야 보통적으로 잘 알려진 그의 가수로서 주요 히트곡은 이탈리아 가수 토니 달라라(Tony Dallara)의 이탈리아어 원곡을 영어로 번안하여 히트한 영국 여성 가수 겸 피아니스트 줄리 로저스(Julie Rogers)의 《The wedding》이라는 영어 원곡을 리바이벌한 영어 동명 제목의 《The wedding》이라는 노래 작품 등이 있다. 참고로 줄리 로저스(Julie Rogers)의 《The wedding》이라는 영어 노래 작품은 미국 여성 가수 어니타 브라이언트(Anita Bryant)도 리바이벌하여 히트하였다.